# Сильвестер (Вісконсин)
Сильвестер (англ. Sylvester) — місто (англ. town) в США, в окрузі Ґрін штату Вісконсин. Населення — 1001 особа (2020).

## Демографія
Згідно з переписом 2010 року, у місті мешкали 1004 особи в 364 домогосподарствах у складі 298 родин. Було 385 помешкань
Расовий склад населення:
| - 98,4 % — білих - 0,6 % — чорних або афроамериканців - 0,3 % — азіатів |

До двох чи більше рас належало 0,7 %. Частка іспаномовних становила 0,4 % від усіх жителів.
За віковим діапазоном населення розподілялося таким чином: 27,5 % — особи молодші 18 років, 59,9 % — особи у віці 18—64 років, 12,6 % — особи у віці 65 років та старші. Медіана віку мешканця становила 43,4 року. На 100 осіб жіночої статі у місті припадало 108,3 чоловіків;  на 100 жінок у віці від 18 років та старших — 104,5 чоловіків також старших 18 років.
Середній дохід на одне домашнє господарство  становив 97 110 доларів США (медіана — 83 828), а середній дохід на одну сім'ю — 107 912 долари (медіана — 91 667). Медіана доходів становила 52 656 доларів для чоловіків та 42 750 доларів для жінок. За межею бідності перебувало 8,0 % осіб, у тому числі 14,8 % дітей у віці до 18 років та 1,4 % осіб у віці 65 років та старших.
Цивільне працевлаштоване населення становило 575 осіб. Основні галузі зайнятості: освіта, охорона здоров'я та соціальна допомога — 24,5 %, виробництво — 16,7 %, роздрібна торгівля — 12,3 %, сільське господарство, лісництво, риболовля — 8,7 %.